# Gauting
Gauting község Németországban, azon belül Bajorországban. Lakosainak száma 21 435 fő (2023. december 31.). Gauting Weßling, Gilching és Forstenrieder Park községekkel határos.

## Népesség
A település népessége az elmúlt években az alábbi módon változott:
| Lakosok száma | 521  | 8645 | 15 306 | 17 561 | 19 758 | 20 158 | 20 489 | 20 556 | 20 829 | 21 435 |
|               | 1875 | 1950 | 1975   | 1987   | 2012   | 2014   | 2016   | 2017   | 2021   | 2023   |

## Fekvése
A Würm folyó völgyében (Würmtal) és a Starnbergi-tó között fekvő település.

## Története
Gauting Felső-Bajorország egyik legkorábbi lakott területe, már a bronzkorban is éltek itt emberek, az itt ez időszakból származó halomsír leletei is ezt tanúsítják.
Később a római időkben is lakott hely volt, az egykori római út mellett; ez időkből egy fürdő, műhelyek, házak és urnasírok kerültek napvilágra.
Gauting nevét egy 778-ból származó oklevél említette először.
A szájhagyomány szerint itt született Nagy Károly a ma már védett műemléknek számító régi malomban (Reismühle).
A város Miasszonyunk temploma a 15. század közepén épült, melynek főoltárán a templommal egykorú madonna látható. Később a templom barokká alakítása során a város a szent szobrokat Johann Baptist Straub műhelyéből vásárolta. A Plébániatemplom (Pfarrkirche St. Benedict) ugyancsak a 15. század elején épült, melyet a 20. század elején alakítottak neogótikussá, üvegablakai azonban eredetiek.
1854-ben épült meg az Ulrich Himbsel vasútvonal Münchenből Starnberg, gyorsabb hozzáférést biztosítva a környékhez.

## Részei
- Stockdorf
- Grubmühl
- Buchendorf
- Königswiesen
- Hausen
- Unterbrunn
- Oberbrunn

## Nevezetességek
- Miasszonyunk templom (Frauenkirche)
- Plébániatemplom (Pfarrkirche St. Benedikt)

## Galéria

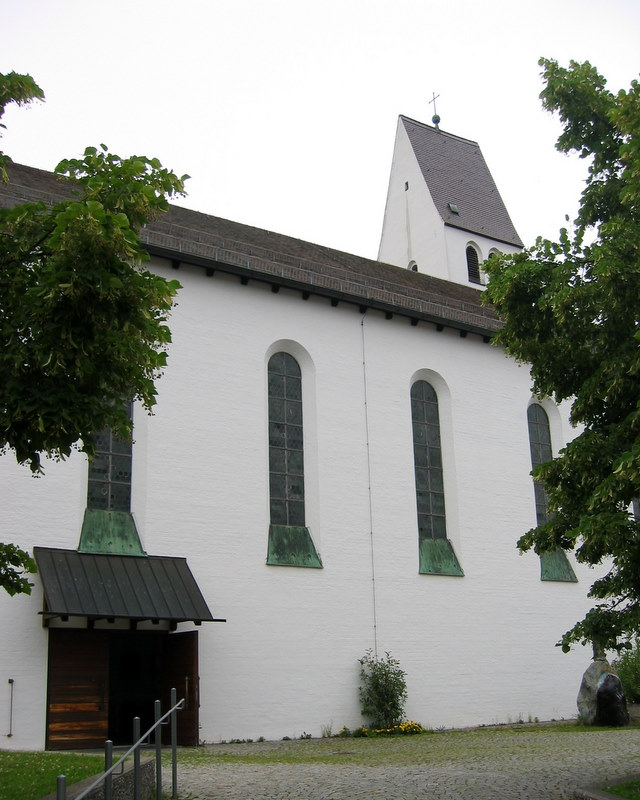
A Szt.Benedek plébániatemplom
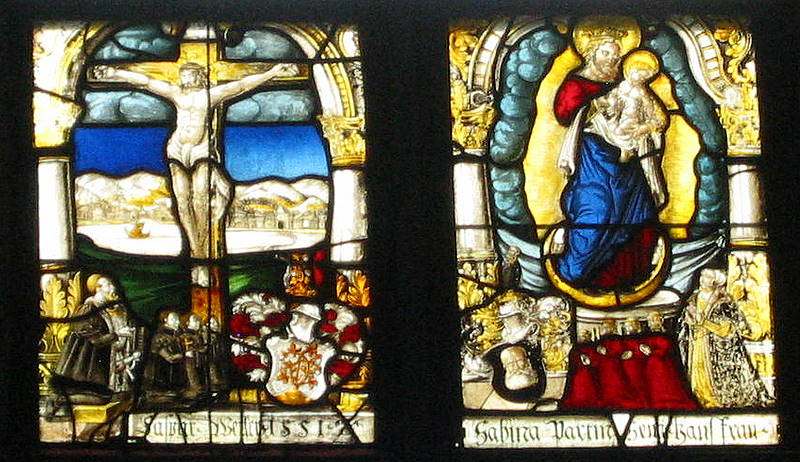
A plébániatemplom üvegablakai
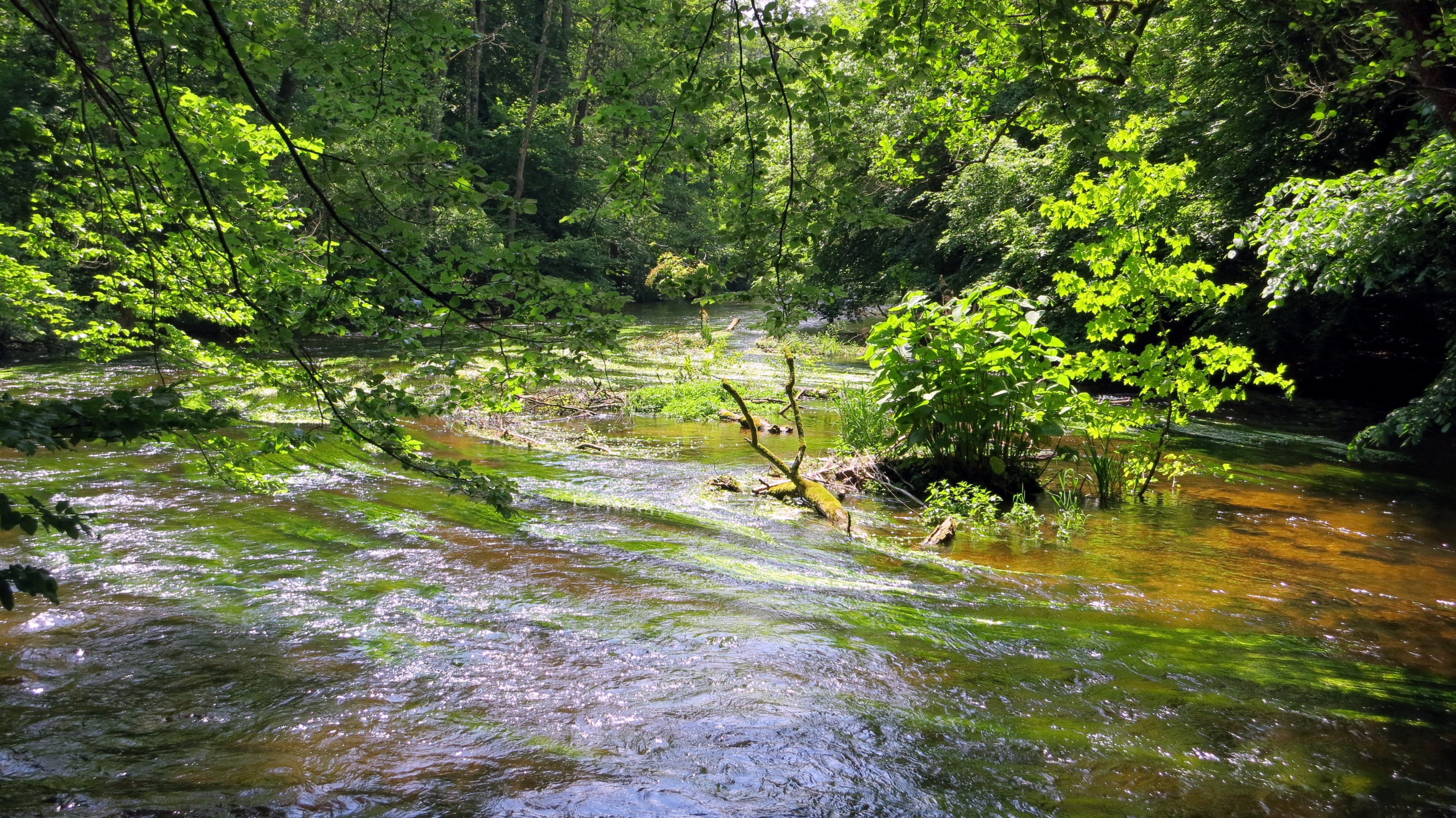
A Würm folyó Gautingnál
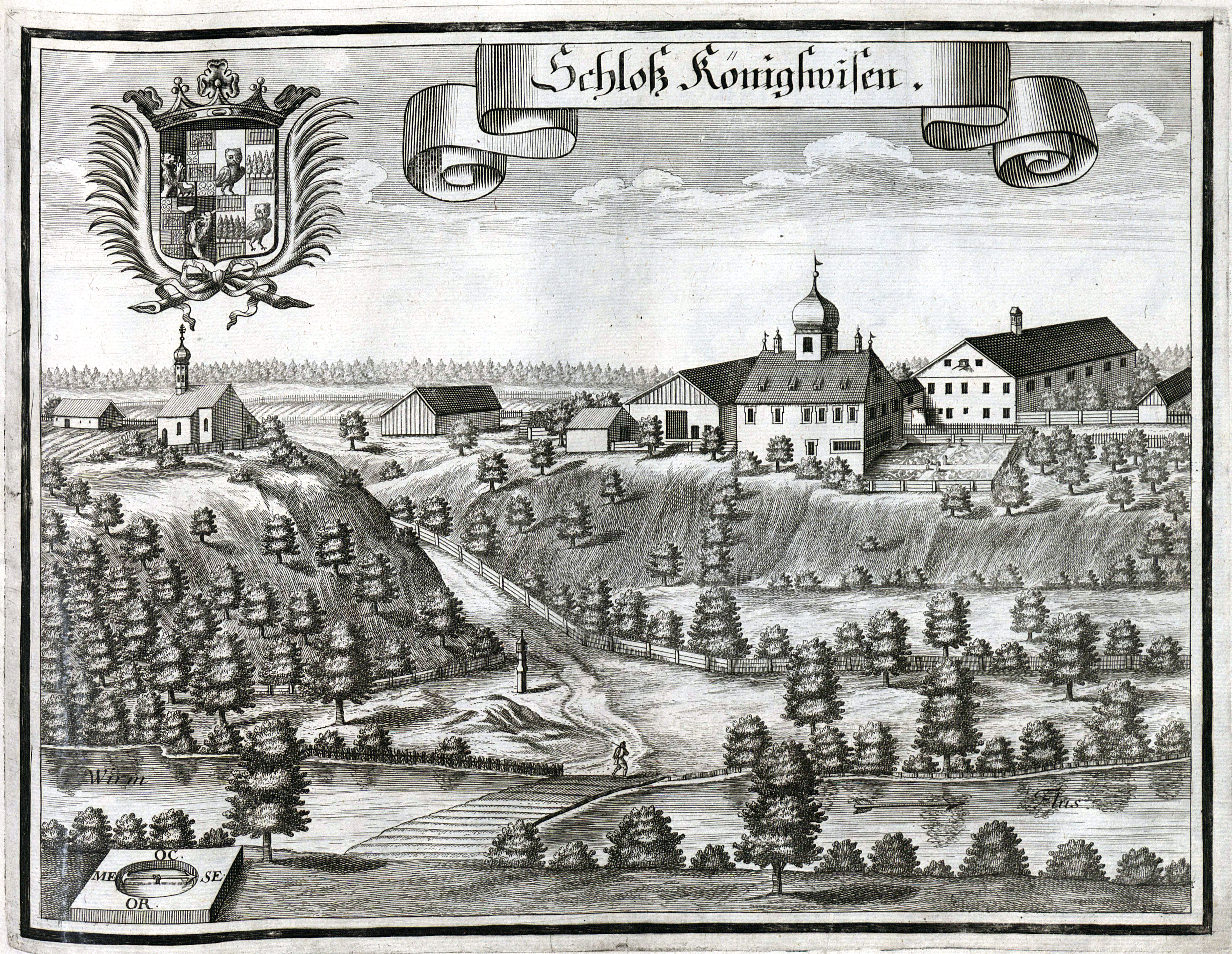
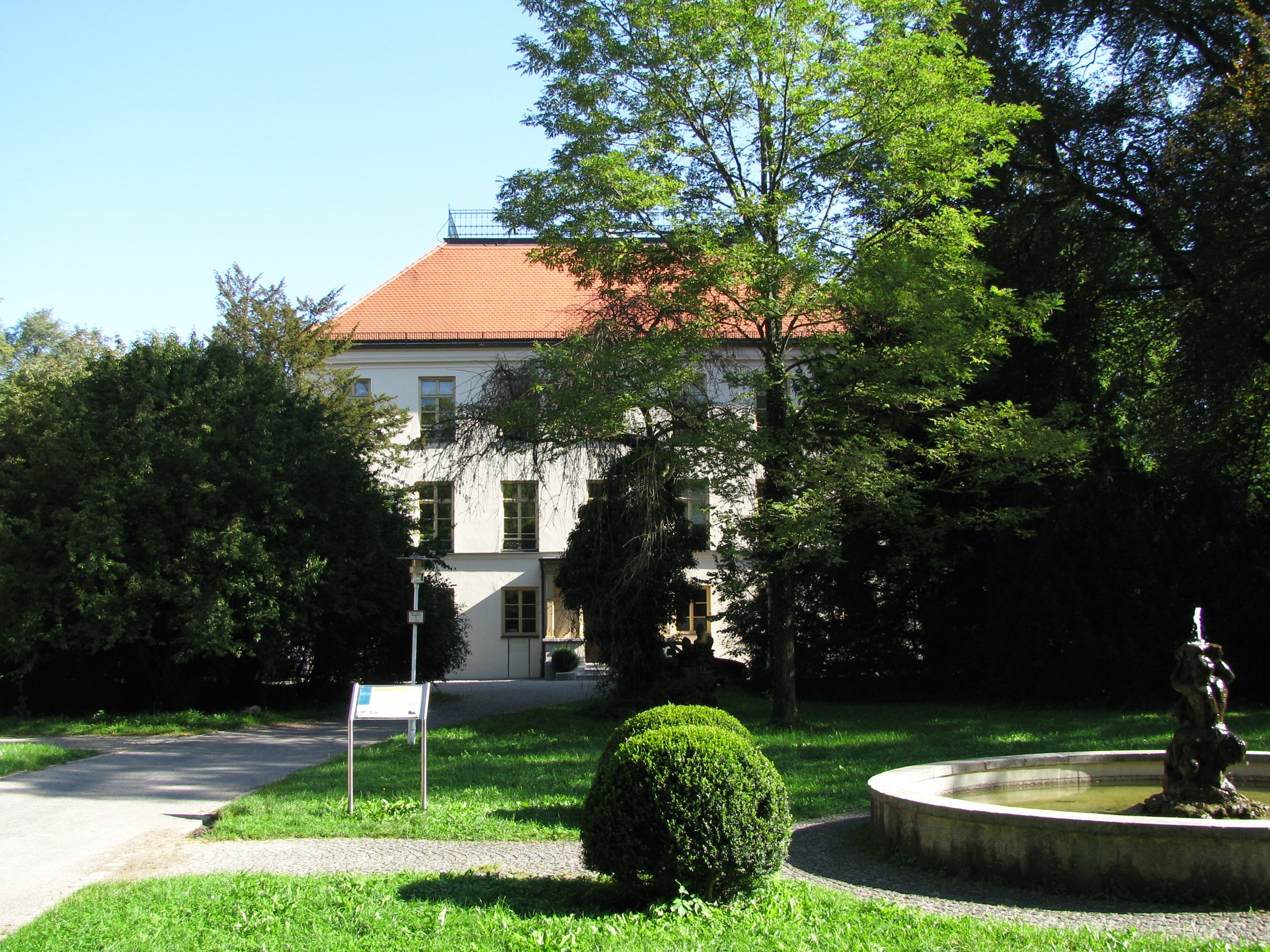
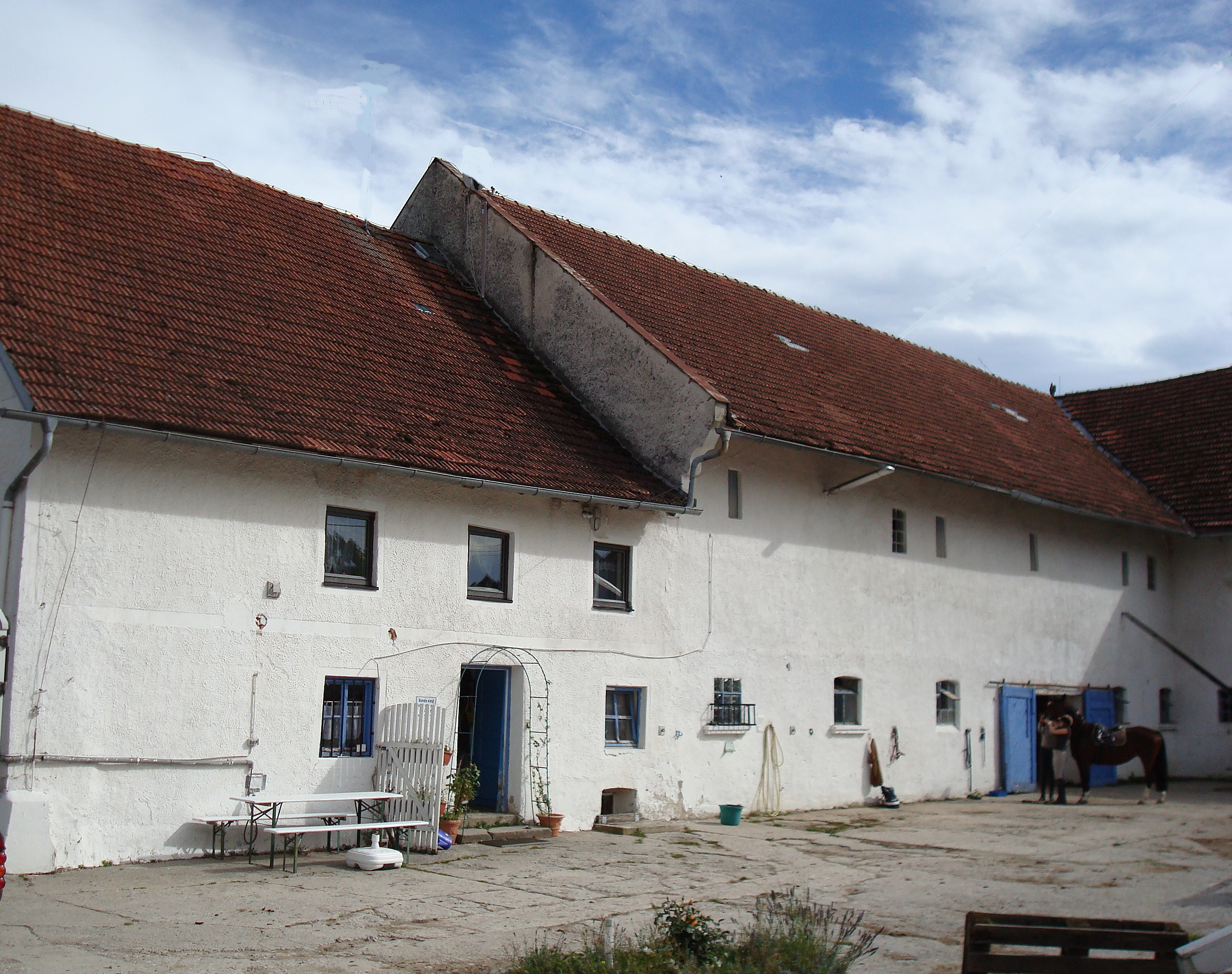